# UFC on Fuel TV 8
UFC on Fuel TV 8: Silva vs. Stann（ユーエフシー・オン・フューエル・ティービー・エイト：シウバ・バーサス・スタン、別名UFC JAPAN 2013）は、アメリカ合衆国の総合格闘技団体「UFC」の大会の一つ。2013年3月3日、埼玉県さいたま市のさいたまスーパーアリーナで開催された。

## 大会概要
本大会ではヴァンダレイ・シウバと ブライアン・スタンによるライトヘビー級ワンマッチが組まれた。
五味隆典対ディエゴ・サンチェスのライト級戦は、サンチェスが158ポンドで計量を2ポンドオーバーし、再計量でも体重を156ポンドまで減量することができなかったため、試合は158ポンド契約のキャッチウェイトで行われることになった 。
PXCウェルター級王者イム・ヒョンギュ、元SRCライト級王者廣田瑞人、ROAD FCバンタム級王者カン・ギョンホがUFCデビュー。

## 試合結果

### プレリミナリーカード
第1試合 ウェルター級ワンマッチ 5分3R
○  イム・ヒョンギュ vs.  マルセロ・ギマラエス ×
2R 4:00 KO（左膝蹴り）
第2試合 バンタム級ワンマッチ 5分3R
○  アレックス・カセレス vs.  カン・ギョンホ ×
3R終了 判定2-1（28-29、29-28、29-28）
※カセレスの薬物検査失格によりノーコンテスト。
第3試合 ライト級ワンマッチ 5分3R
○  徳留一樹 vs.  クリスチャーノ・マルセロ ×
3R終了 判定3-0（30-27、30-27、30-27）
第4試合 バンタム級ワンマッチ 5分3R
○  水垣偉弥 vs.  ブライアン・キャラウェイ ×
3R終了 判定2-1（29-28、28-29、29-28）
第5試合 ミドル級ワンマッチ 5分3R
○  ブラッド・タヴァレス vs.  福田力 ×
3R終了 判定3-0（29-28、29-28、30-27）

### メインカード
第6試合 ウェルター級ワンマッチ 5分3R
○  キム・ドンヒョン vs.  シアー・バハドゥルザダ ×
3R終了 判定3-0（30-27、30-27、30-27）
第7試合 フェザー級ワンマッチ 5分3R
○  ハニ・ヤヒーラ vs.  廣田瑞人 ×
3R終了 判定3-0（29-28、29-28、29-28）
第8試合 ミドル級ワンマッチ 5分3R
○  岡見勇信 vs.  ヘクター・ロンバード ×
3R終了 判定2-1（28-29、29-28、29-28）
第9試合 71.7kg契約ワンマッチ 5分3R
○  ディエゴ・サンチェス vs.  五味隆典 ×
3R終了 判定2-1（29-28、28-29、29-28）
※サンチェスの体重超過によりライト級から変更。
第10試合 ヘビー級ワンマッチ 5分3R
○  マーク・ハント vs.  ステファン・ストルーフェ ×
3R 1:44 TKO（スタンドパンチ連打）
第11試合 ライトヘビー級ワンマッチ 5分5R
○  ヴァンダレイ・シウバ vs.  ブライアン・スタン ×
2R 4:08 KO（左フック→パウンド）

### 各賞
ファイト・オブ・ザ・ナイト： ヴァンダレイ・シウバ vs. ブライアン・スタン
ノックアウト・オブ・ザ・ナイト： マーク・ハント、ヴァンダレイ・シウバ
サブミッション・オブ・ザ・ナイト： 該当者なし
各選手にはボーナスとして5万ドルが支給された。